# Neoitamus grandis
Neoitamus grandis är en tvåvingeart som beskrevs av Ricardo 1919. Neoitamus grandis ingår i släktet Neoitamus och familjen rovflugor. Inga underarter finns listade i Catalogue of Life.